# Ursula Torday
Pour les articles homonymes, voir Torday.
Ursula Torday, née le 19 février 1912 à Londres et morte le 6 mars 1997 en Angleterre, est une romancière britannique spécialisée dans les romans d'amour et les histoires policières. En plus de son nom, elle a signé ses livres sous les pseudonymes de Paula Allardyce, Charity Blackstock et Charlotte Keepel. Aux États-Unis, le pseudonyme de Lee Blackstock remplace celui de Charity Blackstock sur certains romans.

## Biographie
Fille de l’anthropologue hongrois Emil Torday et d’une mère écossaise, elle naît à Londres en 1912. Elle suit les cours du collège Lady Margaret Hall de l’université d’Oxford, puis s'inscrit à la London School of Economics.
Elle débute comme romancière et signe trois romans sous son patronyme en 1935, avant de mettre provisoirement fin à sa carrière à cause de la guerre. Pendant la Seconde Guerre mondiale, elle travaille pour le Citizen's Advice Bureau (en). Elle s’occupe également d’un foyer d’enfants juifs, est dactylo dans une bibliothèque, puis donne des cours d’anglais à des adultes.
Elle reprend l’écriture au début des années 1950 sous différents noms de plume. Elle signe ainsi sous les noms de Paula Allardyce, Charity Blackstock et Charlotte Keepel plus d’une cinquantaine de romans, principalement dans les genres du roman d'amour, du gothique et du policier. Quelques-unes de ces histoires ont été traduites en France par l’éditeur Fleuve noir ou dans la collection L'Aventure criminelle.
Elle remporte en 1961 le Romantic Novel Award (en) avec le roman Witches' Sabbath (en), traduit en français sous le titre Tamar est une sorcière.

## Œuvre

### Romans

#### Sous le nom d’Ursula Torday
- The Ballad-Maker of Paris (1935)
- No Peace for the Wicked (1937)
- The Mirror of the Sun (1938)

#### Sous le nom de Paula Allardyce
- After the Lady (1954)
- A Game of Hazard (1955)
- The Doctor's Daughter (1955)
- Adam and Evelina (1956)
- The Man of Wrath (1958)
- Southarn Folly(1957)
- The Lady and the Pirate ou The Vixen's Revenge (1957)
- Beloved Enemy (1958)
- My Dear Miss Emma (1958)
- A Marriage Has Been Arranged (1959)
- Death My Lover (1959)
- Johnny Danger ou The Rebel Lover (1960)
- Witches' Sabbath (en) (1961) Publié en français sous le titre Tamar est une sorcière, traduction de Maria de Lôme Paris, Del Duca,1964.
- The Gentle Highwayman ou The Rogue's Lady (1961)
- Adam's Rib ou Legacy of Pride (1963)
- The Respectable Miss Parkington-Smith ou Paradise Row (1964)
- Octavia: Or the Trials of a Romantic Novelist (1965) Publié en français sous le titre Impossible Octavia, Collection Rubis Etoile, Éditions Spaarnestad, Haarlem, 1965.
- The Moonlighters ou Gentleman Rogue (1966)
- Six Passengers for the Sweet Bird (1967)
- Waiting at the Church ou Emily (1968)
- The Ghost of Archie Gilroy ou Shadowed Love (1970)
- Miss Jonas's Boy ou Eliza (1972)
- The Gentle Sex (1974)
- The Carradine Affair (1976)
- Miss Philadelphia Smith (1977)
- Haunting Me (1978)

#### Sous le nom de Charity Blackstock
- Dewey Death (1956)
- Miss Fenny ou The Woman in the Woods (1957) Publié en français sous le titre Miss Fenny, traduction de Jeanne Fournier-Pargoire, Paris, Fayard, coll. L'Aventure criminelle no 35, 1958.
- The Foggy, Foggy Dew (1958)
- The Shadow of Murder ou All Men Are Murderers (1958)
- The Bitter Conquest (1959)
- The Briar Patch ou Young Lucifer (1961)
- The Exorcism ou A House Possessed (1962)
- The Gallant (1962)
- Mr. Christopoulos (1963)
- The Factor's Wife ou The English Wife (1964) Publié en français sous le titre Un château en Écosse, traduction de Claude Saunier, Paris, Fleuve noir, 1966.
- When the Sun Goes Down ou Monkey on a Chain (1965)
- The Knock at Midnight (1966) Publié en français sous le titre Ceux qui viennent la nuit, traduction de Claude Saunier, Paris, Fleuve noir, coll. Présence des femmes no 9, 1968.
- The Children ou Wednesday's Children (1966)
- Party in Dolly Creek ou The Widow (1967)
- The Melon in the Cornfield ou The Lemmings (1969)
- The Daughter (1970)
- The Encounter (1971)
- The Jungle (1972)
- The Lonely Strangers (1972)
- People in Glass Houses (1975)
- Ghost Town (1976)
- I Met Murder on the Way The Shirt Front (1977)
- Miss Charley (1979)
- Dream Towers (1980)
- With Fondest Thoughts (1980)

#### Sous le nom de Charlotte Keppel
- Madam, You Must Die ou Loving Sands, Deadly Sands (1974)
- When I Say Goodbye, I'm Clary Brown ou My name is Clary Brown (1976)
- I Could Be Good to You (1980)
- The Villains (1980)
- The Ghosts of Fontenoy (1981)
- The Flag Captain (1982)